# Ivanovci
Ivanovci ili Hospitalci (Lat. Iohannites, u Hrvatskoj još i Božjaci), danas Malteški Red, rimokatolički je viteški red nastao u Jeruzalemu potkraj 11. stoljeća, a osnovao ga je blaženi Gerard.
Glavna svrha mu je bila pomagati bolesnima. Ime je dobio po prvom samostanu u Jeruzalemu kraj crkve sv. Ivana Krstitelja. Odjeća im je bila redovnička halja ili oklop, a preko toga su nosili crni plašt s bijelim križem na leđima. Iako su većinom članovi ovog reda bili redovnici koji su polagali tri tradicionalna redovnička zavjeta: siromaštvo, poslušnost i čistoću, u Redu su postojale tri vrste članova:
- oružani borci
- bolničari
- svećenici.

Puni naziv današnjih ivanovaca glasi "Suvereni vojnički i bolnički red sv. Ivana od Jeruzalema, Rodosa i Malte" (tal. Sovrano Militare Ordine Ospedaliero di San Giovanni di Gerusalemme di Rodi e di Malta). U praksi se često koriste kraći službeni nazivi kao spomenuti „Suvereni malteški vojnički red“, ili još kraće „Malteški red“ (tal. Ordine di Malta). Njihovo je sjedište danas u Rimu, gdje Red posjeduje dvije eksteritorijalne zgrade (koje su izvan jurisdikcije Republike Italije).
U svijetu danas imaju status suverenog viteškog reda, što znači da imaju atribute države. Stalni su promatrač pri Ujedinjenim narodima i mnogim drugim međunarodnim institucijama, a također imaju uspostavljene diplomatske odnose i s Hrvatskom. 
Red se i danas prije svega bavi medicinskom i socijalnom pomoći te humanitarnim intervencijama.

## Povijest
Redovnici reda svetog Ivana Jeruzalemskog (danas poznati kao Malteški red), isprva su bili talijanski trgovci u Amalfiji. Poslije su bili hospitaleri u hospitiumu (bolnici) koji su osnovali u Jeruzalemu, pored kapele svetog Ivana. U Bolnici svetog Ivana su njegovali oboljele hodočasnike, putnike i ostale bolesnike. Prozvali su se Ivanovci. Godine 1113., za pontifikata, pape Paskala II., bira Red svetog Ivana Jeruzalemskog i odobrava prava i zakone Ivanovaca. Vitezovi su 1291. protjerani iz Svete zemlje. Zbog toga su kratko bili na Cipru (grč. Κύπρος), pa su vladali od 1310. do 1522. na Rodu (grč. Ρόδος, turski Rodos). Odatle su morali otići jer ih je protjerao Sulejman I. (jedan od sultana Otomanskog/Osmanskog carstva (turski Osmanlı İmparatorluğu). Sedam (7) godina poslije tog neugodnog događaja, car Svetog Rimskog Carstva Karlo V. dao im je otok Maltu (grč. Μάλτα, arapski مالطا, francuski Malte, bugarski Малта), a Vitezovi su napravili veliku, lijepu utvrdu, smještenu u današnjoj Valletti, koja privlači mnoge turiste koje proučavaju Maltu. Napoleon je oko 1800. godine otok Maltu zauzeo bez borbe. Vitezovi su 1834. uspostavili svoj stožer u Rimu. Iako je tijekom povijesti provedeno niz reformi ovog reda, duhovna veza s papom koji imenuje velikog magistra (ili Velikog meštra; lat. magister, „učitelj“) ostala je neraskidiva.

## Ivanovci u Hrvatskoj
Ivanovci u Hrvatsku stižu na poziv bana Borića. Već u XII. stoljeću su ivanovci imali ogromne posjede na Ivanščici s utvrđenim gradom Belom. Ivanovci su u Hrvatskoj svoje posjede stekli isključivo kraljevskim darovanjem i kasnijim preuzimanjem templarskih posjeda nakon ukinuća Templarskog reda 1312. od strane avinjonskog pape Klementa V. Sjedište ivanovaca u Hrvatskoj postaje Vrana, u kojoj se ubrzo koncentrira velika politička i gospodarska moć, posebno u doba vranskog priora Ivana Paližne.
U posjedu Ivanovaca se između ostalog spominje Marča kod Kloštar Ivanića, Glogovnica, Tkalec, sv. Juraj od Planine (monasterium s. Georgii de Planina) kod Kašine i Čiče ispod Save.Takoder se navode posjedi u zapadnoj Slavoniji na obroncima Psunja. Točnom lokacijom se smatra područje današnjeg grada Pakraca u kojemu jei bila i kovnica novca. Ivanovci su stolovali u pakračkoj utvrdi. U Hrvatskoj su djelovali do 17. stoljeća.
U Hrvata se ivanovci javljaju i u Bačkoj. Imali su samostan i crkvu u Baču. Njihov samostan su naslijedili franjevci.

## Vanjske poveznice
- Ivanovci u Enciklopediji LZMK
- Organizacija Malteškog Reda
- Johanniter International  Arhivirana inačica izvorne stranice od 29. rujna 2007. (Wayback Machine)